# 포켓몬스터의 음악
다음은 포켓몬스터의 음악을 서술한다.

## 여는 곡

### 일본
|    | 제목                                            | 방영시작화                    | 종영화                        |
| -- | ----------------------------------------------- | ----------------------------- | ----------------------------- |
| 1  | 메자세!(노려라!) 포켓몬 마스터                  | 포켓몬스터 제 1화             | 포켓몬스터 제 82화            |
| 2  | Rival!                                          | 포켓몬스터 제 83화            | 포켓몬스터 제 118화           |
| 3  | OK!                                             | 포켓몬스터 제 119화           | 포켓몬스터 제 193화           |
| 4  | 메자세!(노려라!) 포켓몬 마스터(화이트베리 ver.) | 포켓몬스터 제 194화           | 포켓몬스터 제 240화           |
| 5  | Ready Go!                                       | 포켓몬스터 제 241화           | 포켓몬스터 제 276화(終)       |
| 6  | Advance Adventure                               | 포켓몬스터 AG 제 1화          | 포켓몬스터 AG 제 69화         |
| 7  | Challenger!!                                    | 포켓몬스터 AG 제 70화         | 포켓몬스터 AG 제 104화        |
| 8  | Pokemon Symphonic Medely                        | 포켓몬스터 AG 제 105화        | 포켓몬스터 AG 제 134화        |
| 9  | Battle Frontier                                 | 포켓몬스터 AG 제 135화        | 포켓몬스터 AG 제 165화        |
| 10 | Spurt!                                          | 포켓몬스터 AG 제 166화        | 포켓몬스터 AG 제 191화(終)    |
| 11 | Together                                        | 포켓몬스터 DP 제 1화          | 포켓몬스터 DP 제 78화         |
| 12 | Together 2008                                   | 포켓몬스터 DP 제 79화         | 포켓몬스터 DP 제 95화         |
| 13 | Hightouch!                                      | 포켓몬스터 DP 제 96화         | 포켓몬스터 DP 제 133화        |
| 14 | Hightouch! 2009                                 | 포켓몬스터 DP 제 134화        | 포켓몬스터 DP 제 157화        |
| 15 | 최고.에브리데이                                 | 포켓몬스터 DP 제 158화        | 포켓몬스터 DP 제 182화        |
| 16 | 최고. 에브리데이(BAND Version)                  | 포켓몬스터 DP 제 183화        | 포켓몬스터 DP 제 193화(終)    |
| 17 | 베스트윗슈!                                     | 포켓몬스터 베스트위시 제 1화  | 포켓몬스터 베스트위시 제 83화 |
| 18 | 화살표가 되어!                                  | 포켓몬스터 베스트위시 제 84화 |                               |

### 대한민국
|   | 제목                 | 사용된 애니                                  |
| - | -------------------- | -------------------------------------------- |
| 1 | 모험의 시작          | 포켓몬스터 1~2(상)기 (관동 지방)             |
| 2 | 포켓몬스터 Forever   | 포켓몬스터 2(하)~5기 (오렌지 제도,성도 지방) |
| 3 | 포켓몬 AG            | 포켓몬스터 AG                                |
| 4 | 웃어봐               | 포켓몬스터 DP 1~2기                          |
| 5 | Yes I Can!           | 포켓몬스터 DP 3~4기                          |
| 6 | Pokemon Love Forever | 포켓몬스터 DP 5기                            |
| 7 | Another Challenge    | 포켓몬스터 베스트위시 1~2기                  |

## 닫는 곡

### 일본
|    | 제목                                   | 방영시작화                                   | 종영화                                        |
| -- | -------------------------------------- | -------------------------------------------- | --------------------------------------------- |
| 1  | 151                                    | 포켓몬스터 제 1화                            | 포켓몬스터 제 27화                            |
| 2  | 나옹의 노래                            | 포켓몬스터 제 28화 포켓몬스터 제 66화        | 포켓몬스터 제 37화 포켓몬스터 제 70화         |
| 3  | 포켓에 판타지                          | 포켓몬스터 제 38화                           | 포켓몬스터 제 53화                            |
| 4  | 포켓몬 음두                            | 포켓몬스터 제 54화 포켓몬스터 제 106화       | 포켓몬스터 제 65화 포켓몬스터 제 106화        |
| 5  | 타입:와일드                            | 포켓몬스터 제 71화                           | 포켓몬스터 제 105화                           |
| 6  | 라프라스를 타고                        | 포켓몬스터 제 107화                          | 포켓몬스터 제 118화                           |
| 7  | 나옹의 파티                            | 포켓몬스터 제 119화                          | 포켓몬스터 제 143화                           |
| 8  | 포켓몬 조마조마 중계                   | 포켓몬스터 제 144화                          | 포켓몬스터 제 153화                           |
| 9  | 포켓몬 조마조마 중계(어려운 판)        | 포켓몬스터 제 154화                          | 포켓몬스터 제 158화                           |
| 10 | 타케시의 파라다이스                    | 포켓몬스터 제 159화                          | 포켓몬스터 제 170화                           |
| 11 | 나의 베스트프렌드에게                  | 포켓몬스터 제 175화                          | 포켓몬스터 제 193화                           |
| 12 | 나아가자 로켓단                        | 포켓몬스터 제 194화                          | 포켓몬스터 제 240화                           |
| 13 | 포켓타리 몬스타리                      | 포켓몬스터 제 241화                          | 포켓몬스터 제 276화(終)                       |
| 14 | 그곳에 하늘이 있으니까                 | 포켓몬스터 AG 제 1화 포켓몬스터 AG 제 45화   | 포켓몬스터 AG 제 18화 포켓몬스터 AG 제 51화   |
| 15 | 폴카·를·출까                           | 포켓몬스터 AG 제 19화                        | 포켓몬스터 AG 제 44화                         |
| 16 | 스마일                                 | 포켓몬스터 AG 제 52화 포켓몬스터 AG 제 92화  | 포켓몬스터 AG 제 82화 포켓몬스터 AG 98화      |
| 17 | 힘찬 여름!!                            | 포켓몬스터 AG 제 83화                        | 포켓몬스터 AG 제 91화                         |
| 18 | Glory Day                              | 포켓몬스터 AG 제 99화 포켓몬스터 AG 제 150화 | 포켓몬스터 AG 제 134화 포켓몬스터 AG 제 171화 |
| 19 | 포켓몬 숫자세기 노래                   | 포켓몬스터 AG 제 135화                       | 포켓몬스터 AG 제 149화                        |
| 20 | 나, 지지 않아!~하루카의 테마           | 포켓몬스터 AG 제 172화                       | 포켓몬스터 AG 제 191화(終)                    |
| 21 | 너의 곁에서~히카리의 테마              | 포켓몬스터 DP 제 1화                         | 포켓몬스터 DP 제 23화                         |
| 22 | 너의 곁에서~히카리의 테마(POP-UP ver.) | 포켓몬스터 DP 제 24화                        | 포켓몬스터 DP 제 50화                         |
| 23 | 너의 곁에서~히카리의 테마(Winter ver.) | 포켓몬스터 DP 제 51화                        | 포켓몬스터 DP 제 61화                         |
| 24 | 바람의 메시지                          | 포켓몬스터 DP 제 62화 포켓몬스터 DP 제 84화  | 포켓몬스터 DP 제 72화 포켓몬스터 DP 제 95화   |
| 25 | 바람의 메시지 (포카포카 ver.)          | 포켓몬스터 DP 제 73화                        | 포켓몬스터 DP 제 83화                         |
| 26 | 내일은 반드시                          | 포켓몬스터 DP 제 96화                        | 포켓몬스터 DP 제 122화                        |
| 27 | 불타올라라! 뾰족귀피츄(기자미미피츄)   | 포켓몬스터 DP 제 123화                       | 포켓몬스터 DP 제 144화                        |
| 28 | ドッチ~ニョ?(돗치~뇨)(Which One)       | 포켓몬스터 DP 제 145화                       | 포켓몬스터 DP 제 182화                        |
| 29 | 나의 가슴에 La La La                   | 포켓몬스터 DP 제 183화                       | 포켓몬스터 DP 제 193화(終)                    |
| 30 | 마음의 팡파레(心のファンファ-レ)       | 포켓몬스터 베스트위시 제 1화                 | 포켓몬스터 베스트위시 제 25화                 |
| 31 | 포켓몬 말할 수 있을까 BW               | 포켓몬스터 베스트위시 제 26화                | 포켓몬스터 베스트위시 제 60화                 |
| 32 | 일곱색의 아치                          | 포켓몬스터 베스트위시 제 61화                | 포켓몬스터 베스트위시 제 79화                 |
| 33 | 봐봐☆여길                              | 포켓몬스터 베스트위시 제 80화                | 현재                                          |

### 대한민국
|    | 제목                      | 사용된 애니                           |
| -- | ------------------------- | ------------------------------------- |
| 1  | 우리는 모두 친구          | 포켓몬스터 1기 (관동 지방)            |
| 2  | 좋은 친구들               | 포켓몬스터 2~5기 (성도 지방)          |
| 3  | 행복한 여행               | 포켓몬스터 AG                         |
| 4  | 함께가는 길               | 포켓몬스터 DP 1기                     |
| 5  | 내일 더 빛날 우리         | 포켓몬스터 DP 2~3기                   |
| 6  | 모든게 궁금해             | 포켓몬스터 DP 4~5기                   |
| 7  | 언젠가 다시               | 포켓몬스터 DP 5기 (신오 리그 편)      |
| 8  | 함께 걸어가는 길          | 포켓몬스터 베스트위시 1기 (1화~16화)  |
| 9  | 하나지방 포켓몬 외워 보자 | 포켓몬스터 베스트위시 1기 (17화~38화) |
| 10 | 무지개 저편               | 포켓몬스터 베스트 위시 2기 (39화~)    |